# En nombre del amor
 (срп. У име љубави) мексичка је теленовела, продукцијске куће Телевиса, снимана 2008.

## Синопсис
Еспиноза де лос Монтерос је угледна породица из провинције. Две сестре и њихов брат уживају велики углед, али прошлост ове породице крије многе тајне. Прича почиње када Хавијер Еспиноза са својом супругом Сакрарио отпутује у Мексико како би присуствовао венчању њене пријатељице. Њихова кћерка Палома је несрећна јер мора да остане на чувању код својих тетки, Карлоте и Макарене. На венчању Хавијер упознаје младожењу Кристобала који остане у шоку када сазна његово презиме. Кристобал одлучије да напрасно откаже венчање. Желећи да поприча са Хавијером Кристобал закасни и сазна да су он и његова супруга на путу ка кући погинули у саобраћајној несрећи. Скрхани Кристобал се одаје алкохолу мислећи да ће своју тајну понети у гроб.
Са друге стране у провинцији малена Палома очајава због смрти родитеља, али и због строге и зле тетке Карлоте која је непрестано криви због њихове погибије. После више година теткиног одбијања Палома израста у лепу девојку која се стално бори са тешким и захтевним васпитним методама зле Карлоте. Једину утеху проналази у тетки Макарени која је и сама жртва своје сестре. Карлота је одлучила да млађу сестру тотално потчини и то када јој је пре много година одузела љубав њеног живота, Кристобала. Борећи се са духовима прошлости Макарена настоји да Паломи олакша живот са ауторитативном тетком, а у Паломином животу се појави још једна веома важна особа, Ромина. Две пријатељице почну да деле и добро и зло, а упркос истом образовању и брижном васпитању мајке, Ромина одраста у девојку која је чиста супротност Паломи. Ромина постаје кокета која се, због тога што ју је напустио отац, заклиње да никада више неће бити остављена.
Али судбина се поиграла и написала сценарио непогодан за Ромину. Њен дечко Емилијано заљуби се у Палому. Бесна због њихове симпатије Ромина крене путем који разара све и у име љубави одлучује да спречи остварење пријатељицине и Емилијанове љубави. Други сценарио који је написала судбина тиче се Карлоте када се у провинцији након 20 година појави Кристобал. Сазнавши за Карлотине манипулације и лажи због којих је остао одвојен од Макарене, Кристобал одлучује да се освети. Након Макаренине изненадне смрти, Кристобал сазнаје тајну која ће му заувек променити живот, а повезује га са младом Паломом. Борећи се за праву љубав, Палома и Кристобал се сада морају суочити са правим непријатељима како би их спречили да управо у име љубави престану уништавати туђе животе.

## Ликови
- Карлота Еспиноза (Летисија Калдерон) - Карлота је жена која ужива велики углед у својој локалној заједници. Али заправо она је права манипулаторка, која је цео живот посветила уништавању своје сестре Макарене. Натеравши је да мисли како је крива за очеву смрт, Карлота је својој сестри нанела велику тугу и несигурност. Карлота је доминантна жена која жели да Палома постане још једна њена животна марионета, схватиће како сваког дохвати његова правда. Као млада Карлота је била заљубљена у Кристобала, а након што је он одабрао њену сестру она је учинила све у својој моћи како би закопала њихову љубав. Карлота не жели да ико буде срећан у љубави, с обзиром на то да она никада није била.
- Макарена Еспиноза (Викторија Руфо) - Макарена је блага и драга особа која је у потпуности потчињена Карлоти. Уверена да је крива за очев инфаркт, Макарена цео живот пати за Кристобалом и дететом које је морала напустити како би заштитила породично име. За разлику од Карлоте, Макарена је истинска доброчинитељица која свим срцем помаже људима у невољи. Макарена је према Паломи увек била нежна и ослонац у тешким тренуцима. Палома ће управо бити разлог који ће подстаћи Мацарену да се одважи манипулаицијама своје сестре.
- Хуан Кристобал Гамбоа (Артуро Пениче) - Растрган кривицом из прошлости, Кристобал је већину свог живота био уверен како је Макарена починила самоубиство ради њега. Искупљење је пронашао у служби Бога, али духови прошлости опет су се појавили у његовом животу. Након 20 година Кристобал се враћа тамо где једино не жели и схвата како је жртва лажљиве манипулаторке Карлоте. Иако га је живот поново ујединио са Макареном, Кристобал остаје без љубави свог живота која му је подарила дете. Сада Кристобал жели само једно - да открије идентитет свог детета и освети се жени која му је у име љубави нанела велико зло.
- Палома Еспиноза (Алисон Лозано) - Палома је била весела и драга дејвојчица која је након погибије родитеља постала повучена и несигурна. Њену несрећу појачала је тетка Карлота која сваки дан настоји да јој све више загорча живот. Након што се Палома заљуби у музичара Ињакија и са њим се венча, Карлота га немилосрдно убија и усади у Палому мишљење да сви које она воли погину. Осећајући према Емилијану велику љубав Палома се боји да то покаже, јер сматра да њена љубав са собом доноси и проклетство.
- Емилијано Норијега (Себастијан Сурита) - Емилијано је искрен, великодушан, храбар и занимљив младић. Након што падне под Роминине чари, Емилијано схвати да је Палома права девојка за њега. Упркос томе што је открио да Ромина нема никаквих квалитета, Емилијано је велики каваљер и не жели да остави Ромину која стално користи емоционалне уценане. Иако је заљубен у Палому, Емилијано суздржава своја осећања, јер је она заљубљена у његовог пријатеља Ињакија. Након Ињакијеве смрти, Емилијано призна Паломи своја осећања, али га она одбија јер не жели да изда своју ташту пријатељицу Ромину.
- Ромина Мондрагон (Алтаир Харабо) - Ромина је егоистична и лепа девојка. Њу и њену мајку Камилу напустио је отац док је била мала. Одраставши са претераном мајчином пажњом Ромина је постала неодговорна девојка која кокетира са свима. Ромина стекне пријатељицу за цео живот након што упозна Палому. Иако јој Емилијано дечко, Ромина не схвата прави појам љубави и опседнута је чињеницом да је нико не сме оставити. Манипулативна је и склона емотивним уценама. Ромина полако постаје иста као и њој најомраженија особа - Карлота. Када се Емилијано загледа у Палому, Ромина заборавља пријатељство и Палому схвата као своју највећу ривалку.

## Улоге
| Глумац:              | Улога:                            |
| -------------------- | --------------------------------- |
| Алисон Лозано        | Палома Еспиноза                   |
| Себастијан Сурита    | Емилијано Норијега                |
| Алтаир Харабо        | Ромина Мондрагон                  |
| Летисија Калдерон    | Карлота Еспиноза де лос Монтерос  |
| Викторија Руфо       | Макарена Еспиноза де лос Монтерос |
| Артуро Пениче        | Хуан Кристобал Гамбоа             |
| Зораида Гомез        | Лилијана Мартинез                 |
| Ерик Елијас          | Габријел Лизарде                  |
| Алфредо Адаме        | Рафаел Саенз                      |
| Магда Гузман         | Руфина Мартинез                   |
| Оливија Бусио        | Дијана Норијега де Саенз          |
| Луис Хака            | Ињаки Ипарогире                   |
| Луис Гатика          | Mаријано Кородеро                 |
| Херардо Мурхија      | Хуан Кармона Басилио Гајтан       |
| Фердинандо Валенсија | Ерман Алтамрано                   |
| Пабло Мегаљанес      | Арон Еухенио                      |
| Конрадо Осорио       | Роберто                           |
| Анхелина Пелаез      | Аркадија Ортиз                    |
| Лусеро Ландер        | Инес Кортазар                     |
| Лаура Флорес         | Камила Мондрагон                  |
| Јоланда Вентура      | Анхелика Синега                   |
| Пати Дијаз           | Наталиа                           |
| Сојла Гињез          | Мече                              |
| Сесар Евора          | Еухенио                           |